# Kalínivka (Txornomórske)
|  | Per a altres significats, vegeu «Kalínovka». |

Kalínivka (en (ucraïnès): Калинівка) és un poble de la República Autònoma de Crimea a Ucraïna, que el 2014 tenia 737 habitants. Pertany al districte de Txornomórske.